# Coupe ASOBAL 2007-2008
Navigation
Coupe ASOBAL 2006-2007 Coupe ASOBAL 2008-2009
La Coupe ASOBAL 2007-2008 est la 18e édition de la compétition qui a eu lieu les 22 et 23 décembre 2007 dans le Polideportivo Pisuerga de Valladolid.
Elle est remportée par le BM Ciudad Real pour la 5e fois.

## Équipes engagées et formule
Les équipes engagées sont le BM Valladolid qui organise la compétition à domicile et les trois premières équipes du Championnat d'Espagne 2007-2008 à la fin des matchs aller, à savoir le BM Ciudad Real, le Portland San Antonio et le CB Ademar León. Par conséquent, le FC Barcelone ne participe à la compétition.
Le format de la compétition est une phase finale à 4 (demi-finale, finale) avec élimination directe. L'équipe qui remporte la compétition obtient une place qualificative pour la Ligue des champions 2008-2009.

## Résultats
|  | Demi-finales         | Demi-finales   |                |    | Finale | Finale |
|  | Demi-finales         | Demi-finales   |                |    | Finale | Finale |
|  |                      |                |                |    |        |        |
|  |                      |                |                |    |        |        |
|  |                      |                |                |    |        |        |
|  | BM Valladolid        | 28             |                |    |        |        |
|  | BM Valladolid        | 28             |                |    |        |        |
|  | BM Ciudad Real       | 34             |                |    |        |        |
|  | BM Ciudad Real       | 34             | BM Ciudad Real | 25 |        |        |
|  |                      |                | BM Ciudad Real | 25 |        |        |
|  |                      | CB Ademar León | 23             |    |        |        |
|  | Portland San Antonio | CB Ademar León | 23             | 27 |        |        |
|  | Portland San Antonio |                |                | 27 |        |        |
|  | CB Ademar León       | 28             |                |    |        |        |
|  | CB Ademar León       | 28             |                |    |        |        |